# Холмогоров, Иван Николаевич
 Иван Николаевич Холмогоров  (1818—1891) — русский ориенталист, востоковед-арабист, специалист по персидской литературе; профессор арабского языка.

## Биография
Родился 20 июля (1 августа) 1818 года в Симбирской губернии; происходил из обер-офицерских детей. 
Их церковно-приходской школы его, как одарённого ребёнка, в 1827 году перевели в Казанскую гимназию, которую он окончил в 1837 году. Высшее образование получил на философском факультете Казанского университета, словесное отделение которого по разряду восточной словесности он окончил в 1841 году со степенью действительного студента. В 843 году получил степень кандидата и 19 июля был назначен в Астраханскую гимназию учителем персидского языка; одновременно, преподавал историю и географию в Армянском Агабабовском уездном училище.
В 1846 году сдал в Казани экзамен на звание учителя российской грамматики и с ноября того же года стал работать учителем русского языка в Пензенской гимназии.
С 14 июля 1848 года состоял помощником инспектора студентов в Казанском университете, с поручением преподавания арабского языка и словесности — с 1850 года преподавал на младших курсах арабский язык.
В 1852 году был отправлен в командировку в Одессу, где с 17 октября 1852 года исполнял должность профессора института восточных языков при Ришельевском лицее. В одесский период своей деятельности он занимался также изучением древних монет Херсона, Таврии, Ольвии, Патикопеи; был избран членом «Одесского общества истории и древностей». В конце 1854 года выдержал в Казани магистерский экзамен, но не защищая представленной диссертации, уехал обратно в Одессу. Вследствие прекращения преподавания восточных языков в Одессе с 1 июля 1855 года был уволен за штат.
В 1857 году, с 26 марта, он был определён инспектором Астраханской гимназии, а затем директором народных училищ Астраханской губернии.
С 29 июля 1861 года согласно избрания совета был утверждён, на вновь разрешённую к открытию в Казанском университете кафедру арабского языка. При введении устава 1863 года оставлен по занимаемой кафедре в звании экстраординарного профессора, с причислением 10 декабря 1863 года к историко-философскому факультету; 16 сентября 1863 года ему было разрешено бесплатное чтение курса персидского языка и истории персидской литературы.
Диссертацию «Шейх Муслихудзин Сазади Ширазский и его значение в истории персидской литературы» защитил на восточном факультете Петербургского университета и 5 ноября 1865 года был утверждён в степени магистра персидской словесности. В 1867 году с учёной целью находился в годовой командировке в Персии.
После выслуги 25 лет службы, 27 сентября 1868 года был уволен из университета в отставку и переехал в Санкт-Петербург, где работал Публичной библиотеке: с 1 октября 1869 года он был зачислен вольнотрудящимся с возложением на него заведования Отлением книг на восточных языках — до 1 июля 1871 года.
В 1872—1876 годах состоял сверхштатным преподавателем латинского языка Симбирской гимназии. В 1880 году начал преподавать персидский язык в специальных классах Лазаревского института восточных языков; с 8 августа 1885 года до конца своей жизни исполнял должность исполняющего должность экстраординарного профессора по кафедре персидской словесности Лазаревского института.
С апреля 1887 года был членом-корреспондентом Московского археологического общества.
Умер в Казани 4 (16) ноября 1891 года.